# Орані
Ора́ні — село в Україні, у Володимир-Волинській громаді Володимирського району Волинської області.
Село було засноване у 1545 році.
Населення становить 7 осіб. Кількість заселених дворів - 3
Наявне постійне транспортне сполучення з районним та обласним центрами.

## Географія
Селом протікає річка Студянка.

## Історія
У 1906 році село Хотячівської волості Володимир-Волинського повіту Волинської губернії. Відстань від повітового міста 8 верст, від волості 4. Дворів 39, мешканців 249.
Курінний УПА Шліхта Микола Харитонович (28 років) загинув під осінь 1943 р. в бою з польською поліцією в колонії Комарівка, захищаючи село Заріччя, до якого входила ця колонія. Похований на кладовищі села Орані[джерело?].

## Населення
Згідно з переписом УРСР 1989 року чисельність наявного населення села становила 23 особи, з яких 3 чоловіки та 20 жінок.
За переписом населення України 2001 року в селі мешкало 19 осіб. 100 % населення вказало своєю рідною мовою українську мову.